# Take Me to Your Leader (Incubus)
Take Me to Your Leader è una canzone del gruppo musicale statunitense Incubus. Si tratta del loro singolo d'esordio, pubblicato nel 1996.
La versione pubblicata come singolo è un rifacimento di un brano omonimo proveniente dal primo album in studio del gruppo, Fungus Amongus, pubblicato nel 1995. La canzone fu in seguito nuovamente registrata come traccia dell'extended play Enjoy Incubus, pubblicato nel 1997.

## Video musicale
Per il brano fu girato il primo video musicale del gruppo, ispirato dal film Ma che siamo tutti matti?.
Il video comincia col cantante Brandon Boyd vestito da uomo delle caverne, mentre suona il djembe, e contiene anche frammenti dell'esibizione del gruppo al locale californiano Troubadour, sostenuta il 25 febbraio 1995. Il video è presente anche nel loro DVD When Incubus Attacks Volume 2.

## Versioni dal vivo
Il brano fu eseguito spesso in concerto dagli autori durante i primi anni di carriera, per poi essere abbandonato nei tardi anni novanta. Nel 2004 il gruppo interpretò la canzone dal vivo dopo sei anni, durante un concerto a Londra.

## Stile musicale e testo
La principale differenza tra la versione originale del 1995 e le due successive riedizioni è la presenza, nelle seconde, dell'ex componente DJ Lyfe. Le versioni dal vivo eseguite dal gruppo nel 2004 sono più lente, e non contengono le parti vocali rap delle prime edizioni.

## Formazione
- Brandon Boyd – voce
- Mike Einziger – chitarra
- Alex Katunich – basso
- José Pasillas – batteria
- DJ Lyfe – giradischi